# سونگل اودن
سونگل اودن (انگلیسی: Songül Öden؛ زادهٔ ۱۷ فوریهٔ ۱۹۷۹) هنرپیشه اهل ترکیه است. وی متولد دیاربکر است. سونگل تحصیلات خود را در آنکارا ادامه داد و از دانشگاه آنکارا، رشته تئاتر فارغ التحصیل شد. او فعالیت خود در تلویزیون را از سال ۱۹۹۹ آغاز کرد. اصالتا زازاتبار است.

## فیلم‌شناسی
- نور (مجموعه تلویزیونی)